# کاوش عقل نظری
کاوش عقل نظری کتابی از مهدی حائری یزدی است که در سال ۱۳۴۷ منتشر و برندهٔ جایزه کتاب سال سلطنتی شد.